# República Socialista Federativa Soviètica de Rússia
La República Socialista Federativa Soviètica de Rússia (RSFSR) (en rus: Российская Советская Федеративная Социалистическая Республика, РСФСР, transcrit: Rossískaia Soviétskaia Federatívnaia Sotsialistítxeskaia Respúblika, RSFSR) era la república més gran i més poblada de les quinze que formaven la Unió Soviètica. Després del col·lapse de la Unió Soviètica va passar a ser l'actual Federació Russa. La capital, Moscou, era la mateixa que la de l'URSS.

## Història

### 1917-1922
La república es va crear el 7 de novembre de 1917, després de la Revolució d'Octubre que portà al poder als soviets encapçalats pels bolxevics. El 10 de juliol de 1918 va ser acceptada la Constitució soviètica de 1918, consolidant d'aquesta manera la república soviètica definitivament. Patí una cruenta guerra interior, la Guerra Civil Russa (1918-1921), entre els partidaris dels bolxevics i dels soviets per una banda i, de l'altre costat, els monàrquics, liberals, militars o senzillament contraris a la Revolució d'Octubre i al bolxevisme (l'Exèrcit Blanc), a més d'altres forces anarquistes i nacionalistes que canviaren de bàndol al llarg del conflicte. Una vegada acabada la guerra es convertí una de les repúbliques fundadores, juntament amb l'RSS d'Ucraïna, l'RSS de Belarús i la RFSS de Transcaucàsia de la Unió Soviètica el 30 de desembre de 1922.

### Dins de la Unió Soviètica (1922-1991)
Durant l'existència de la Unió Soviètica va ser el nucli essencial d'aquesta i va patir diverses modificacions territorials. Durant els anys 20 i 30 es van separar les repúbliques de l'Àsia central i el 1940 l'RSSA de Carèlia es va convertir en l'RSS Carelo-Finesa. Després de la Segona Guerra Mundial incorporà l'óblast de Kaliningrad (anteriorment part de la Prússia Oriental alemanya), el 1955 Nikita Khrusxov transferí Crimea a l'RSS d'Ucraïna i el 1956 Carèlia tornà com a RSSA a Rússia.
La RSFS de Rússia va deixar de formar part de la Unió el 12 de desembre de 1991, 14 dies abans del col·lapse. Posteriorment, es va abandonar el sistema soviètic i el nom es va canviar a Federació Russa. El 21 de desembre del mateix any es creà —sense la participació de les tres repúbliques bàltiques— la Comunitat d'Estats Independents.

## Geografia
La RSFS de Rússia era, amb diferència, la més extensa de les Repúbliques de la Unió. Després del 1956 limitava a l'oest amb les Repúbliques Soviètiques de Lituània, Letònia, Estònia, Belarús i Ucraïna, i amb els estats sobirans de Polònia, Finlàndia i Noruega. Pel sud limitava amb les RSS de Geòrgia, Azerbaidjan i Kazakhstan, i per l'est amb Mongòlia, la Xina i Corea del Nord, a més de trobar-se a pocs quilòmetres de les costes dels Estats Units i del Japó. Pel que fa a les costes, tota la costa nord donava a l'oceà Àrtic, la costa est a l'oceà Pacífic, pel sud amb la mar Càspia i el mar Negre, i per l'oest amb el Mar Bàltic.
Aproximadament el 70% del terreny de la república consistia en planures, amb regions muntanyoses concentrades principalment cap a l'est. En destaca la serralada dels Urals, que divideix Rússia de nord a sud (de forma transversal), i que tradicionalment marca la frontera entre Àsia i Europa. El territori era ric en diversos minerals, incloent-hi petroli, gas natural i ferro.